# Слонимский, Яков Михайлович
Я́ков Миха́йлович Слони́мский (9 сентября 1928, Прилуки — 24 апреля 2010, Пионерское, АР Крым) — крымский педагог-новатор и общественный деятель.
В 1978—1998 и в 2002—2010 — директор Добровской общеобразовательной школы I—III ступеней Симферопольского района, в 1998—2002 — депутат Верховного Совета Автономной Республики Крым, председатель Постоянной Комиссии Верховного Совета Автономной Республики Крым по науке, образованию, делам молодёжи и спорту. Заслуженный учитель УССР.

## Биография
Родился 9 сентября 1928 года в городе Прилуки, Черниговской области в семье военного.
1947—1951 гг. — студент Крымского государственного педагогического института им. М. В. Фрунзе (ныне Таврический национальный университет им. В. И. Вернадского) по специальности «история»;
1951 г. — курсант Ростовского, а затем Ленинградского артиллерийских училищ;
1952—1954 гг. — учитель истории Новгород-Северской средней школы № 2 Черниговской области;
1954—1956 гг. — преподаватель Новгород-Северского педагогического училища Черниговской области;
1956—1958 гг. — заместитель директора Новгород-Северской школы-интерната Черниговской области;
1958 г. — заместитель директора Городнянской школы-интерната Черниговской области;
1958—1965 гг. — директор Солнечнодолинской средней школы Судакского района Крымской области;
1965—1967 гг. — заместитель директора Мирновской средней школы Симферопольского района Крымской области;
1967—1978 гг. — директор Пионерской восьмилетней школы Симферопольского района;
1978—1998 гг. — директор Добровской средней школы Симферопольского района
1998—2002 гг. — депутат Верховной Рады Автономной Республики Крым III созыва
С 2002 по 2010 год возглавлял самую крупную сельскую школу Крыма — Добровскую общеобразовательную школу I—III ступеней Симферопольского района.
Скончался 24 апреля 2010 года на 82-м году жизни.

## Общественная деятельность
Неоднократно избирался депутатом Добровского сельского совета Симферопольского района и депутатом Симферопольского районного совета.
В 1998 году избран депутатом Верховной Рады Автономной Республики Крым по 96-му избирательному округу (2027 голосов, 27,3 %). Возглавлял Постоянную Комиссию Верховной Рады Автономной Республики Крым по науке, образованию, делам молодёжи и спорту.
В 2002 году шёл кандидатом в депутаты крымского парламента по списку Крымского блока Грача. Занял 3-е место, набрав 1170 голосов (12,2 %), уступив кандидату от меджлиса Ризе Шевкиеву (1702 голоса, 17,8 %) и банкиру Роману Нефеду (1907 голосов, 19,9 %). В ходе избирательной кампании оппоненты обвиняли Якова Слонимского в использовании в агитационной кампании своего служебного положения (в частности обвиняли в использовании служебного транспорта), продавив через суд первой инстанции решение о снятии с регистрации кандидата в депутаты Верховной Рады Крыма Якова Слонимского. Апелляционный суд удовлетворил жалобу Якова Слонимского и восстановил его регистрацию за сутки до голосования.
На выборах 2006 года шёл по списку партии «Союз» (№ 26 в списке).
Член КПСС, КПУ и партии «Союз».
Яков Михайлович Слонимский является одним из выдающихся крымских педагогов-организаторов, новаторов. Под его руководством была создана одна из самых крупных и лучших школа Крыма — Добровская общеобразовательная школа I—III ступеней. Под его руководством, возглавляя Постоянную комиссию ВР АРК по образованию, решилась одна из самых острых проблем педагогической отрасли 90-х годов прошлого века — задолженности по заработной плате работникам образования. Воспитал плеяду известных крымских учителей. В своей деятельности запомнился жёстким, принципиальным руководителем, неравнодушным к проблемам окружающих.

## Семья
- Жена: Королькова, Тамара Тимофеевна — учитель украинского языка и литературы Добровской общеобразовательной школы I—III ступеней. Заслуженный учитель УССР.

## Память
Являлся старейшим по возрасту депутатом Верховной Рады Автономной Республики Крым III созыва (1998—2002).
9 сентября 2010 года на здании Добровского УВК «Общеобразовательная школа I—III ступеней-гимназия» торжественно открыли мемориальную доску в память о бывшем директоре заведения, заслуженном учителе Украины Якове Слонимском.
В апреле 2013 года в Симферополе состоялась презентация книги писателя, заслуженного деятеля искусств АР Крым, лауреата Всероссийской литературной премии Н. С. Гумилёва, Премии АР Крым Ольги Ивановой «САЛЮТ В ЧЕСТЬ УЧИТЕЛЯ», посвящённой Якову Слонимскому.
В августе 2013 года решением сессии Добровского сельского совета Добровскому УВК «Общеобразовательная школа I—III ступеней-гимназия» присвоено имя заслуженного учителя Украины Якова Слонимского

## Награды
- Орден Трудового Красного Знамени.
- Орден «Знак Почёта».
- Орден «За заслуги» III степени.
- Медаль А. С. Макаренко.
- медаль В. А. Сухомлинского.
- медаль «За доблестный труд. В ознаменование 100-летия со дня рождения В. И. Ленина».
- медаль «Ветеран труда».
- знак «Отличник образования».
- Заслуженный учитель УССР.
- Заслуженный работник народного образования УССР.
- Заслуженный работник образования Автономной Республики Крым.
- Знак отличия Автономной Республики Крым «За верность долгу».
- Грамота Президиума Верховной Рады Автономной Республики Крым.